# Gravisaurus
Gravisaurus là một chi khủng long, được Chabli vide Norman mô tả khoa học năm 1989.